# Kladina (Sezemice)
Kladina je vesnice, část města Sezemice v okrese Pardubice. Nachází se asi 2 km na východ od Sezemic. V roce 2009 zde bylo evidováno 57 adres.
Kladina je také název katastrálního území o rozloze 2,06 km2.

## Počet obyvatel
| Rok  | Počet obyvatel |
| ---- | -------------- |
| 1869 | 135            |
| 1880 | 154            |
| 1890 | 149            |
| 1900 | 183            |

| Rok  | Počet obyvatel |
| ---- | -------------- |
| 1910 | 171            |
| 1921 | 151            |
| 1930 | 142            |
| 1950 | 122            |

| Rok  | Počet obyvatel |
| ---- | -------------- |
| 1961 | 136            |
| 1970 | 121            |
| 1980 | 134            |
| 1991 | 112            |

| Rok  | Počet obyvatel |
| ---- | -------------- |
| 2001 | 115            |
| 2011 | 150            |
| 2021 | 193            |

## Zajímavost
V nedalekém lese byla roku 2017 nalezena situla. Jedná se o nádobu starou přibližně 3000 let.